# Abyssotherma
Abyssotherma es un género de foraminífero bentónico de la subfamilia Zaninettiinae, de la familia Remaneicidae, de la superfamilia Trochamminoidea, del suborden Trochamminina, y del orden Trochamminida. Su especie tipo es Abyssotherma pacifica. Su rango cronoestratigráfico abarca el Holoceno.

## Discusión
Clasificaciones previas incluían Abyssotherma en el suborden Textulariina del orden Textulariida. Otras clasificaciones lo han incluido en el orden Lituolida.

## Clasificación
Abyssotherma incluye a la siguiente especie:
- Abyssotherma pacifica